# Muzeum Ziemi Zawkrzeńskiej w Mławie
Muzeum Ziemi Zawkrzeńskiej w Mławie – muzeum z siedzibą w Mławie. Placówka jest miejską jednostką organizacyjną.
Pierwsza mławska placówka muzealna powstała w 1929 roku, kiedy to otwarto Miejskie Muzeum Regionalne. Jego powstanie było następstwem zorganizowanej trzy lata wcześniej Wystawy Mazurskiej, a na siedzibę przeznaczono budynek, w którym placówka mieści się obecnie, położony wówczas przy ul. Ogrodowej. Muzeum funkcjonowało do września 1939 roku, kiedy to jego zbiory zostały zagrabione i wywiezione do Królewca; ocalało tylko popiersie pogańskiego bóstwa, odnalezione w 1926 roku w okolicy Małocina, które zostało wykradzione z transportu.

Kolejna placówka muzealna została zorganizowana w 1963 roku dzięki staraniom Towarzystwa Miłośników Ziemi Mławskiej. W 1965 roku doszło do upaństwowienia muzeum. W latach 1978–1980 przeprowadzono remont i rozbudowę jego siedziby, znacznie zwiększając powierzchnię użytkową.
Aktualnie w muzeum prezentowane są następujące wystawy stałe:
- archeologiczna, zawierająca pochodzące z wykopalisk zabytki kultur: przeworskiej i wielbarskiej, pochodzące z zespołów grobowych odkrytych w Modle, Dąbku i Stupsku oraz z odkrytego w 1978 roku w Zgliczynie Pobodzym „książęcego” grobowca, pochodzącego sprzed ok. dwóch tysięcy lat. W ramach wystawy eksponowane jest także wspomniane popiersie bóstwa,
- historyczna, obejmująca zbiory związane z historią Miasta i okolicy z okresu od XVI wieku po lata II wojny światowej. Wśród eksponatów znajdują się m.in. pamiątki z okresu powstania styczniowego, dokumenty i znaki cechowe, militaria, medale oraz odznaczenia.
- sztuki, w ramach której prezentowane jest malarstwo Wojciecha Piechowskiego i twórców jemu współczesnych,
- przyrodnicza, zawierająca zarówno skamieliny, w tym znalezionego w 1982 roku pod Ciechanowem słonia Palaeloxodon antiquus, jak i okazy współczesnej fauny (owady, ptaki, ssaki),
- Sala Papieska, w której zgromadzone są pamiątki po Janie Pawle II.

Muzeum jest obiektem całorocznym, czynnym od wtorku do soboty. Wstęp jest płatny.